# Historique de la draft des Pelicans de La Nouvelle-Orléans
Le tableau suivant établit l'historique des sélections de la draft des Pelicans de La Nouvelle-Orléans, au sein de la National Basketball Association (NBA) depuis 2003. 

## Légende
|  | Joueur intronisé au Basketball Hall of Fame          |
|  | Joueur sélectionné en premier choix lors de sa draft |
|  | Joueur ayant participé au NBA All-Star Game          |

## Sélections

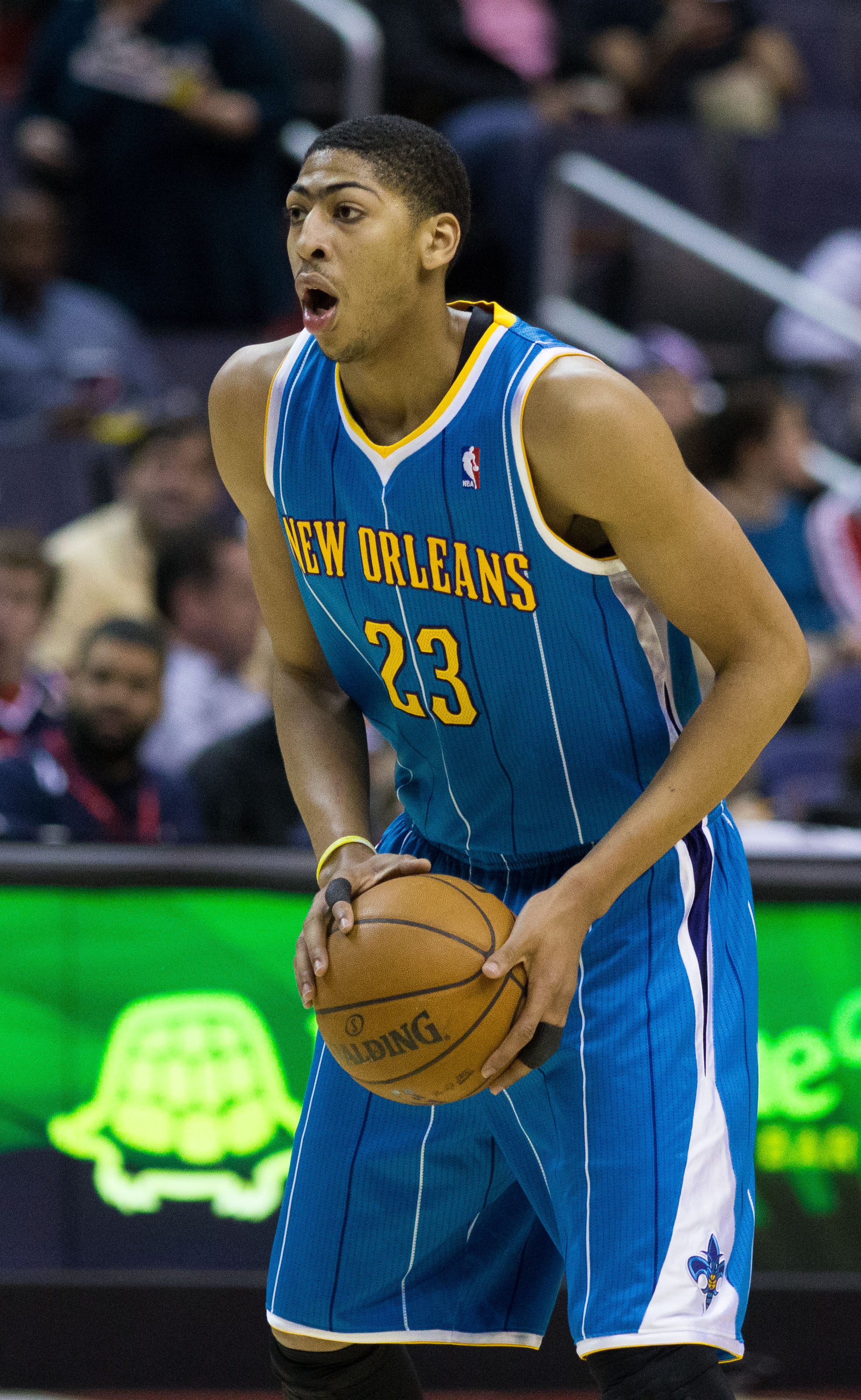
Anthony Davis, sélectionné en 2012.

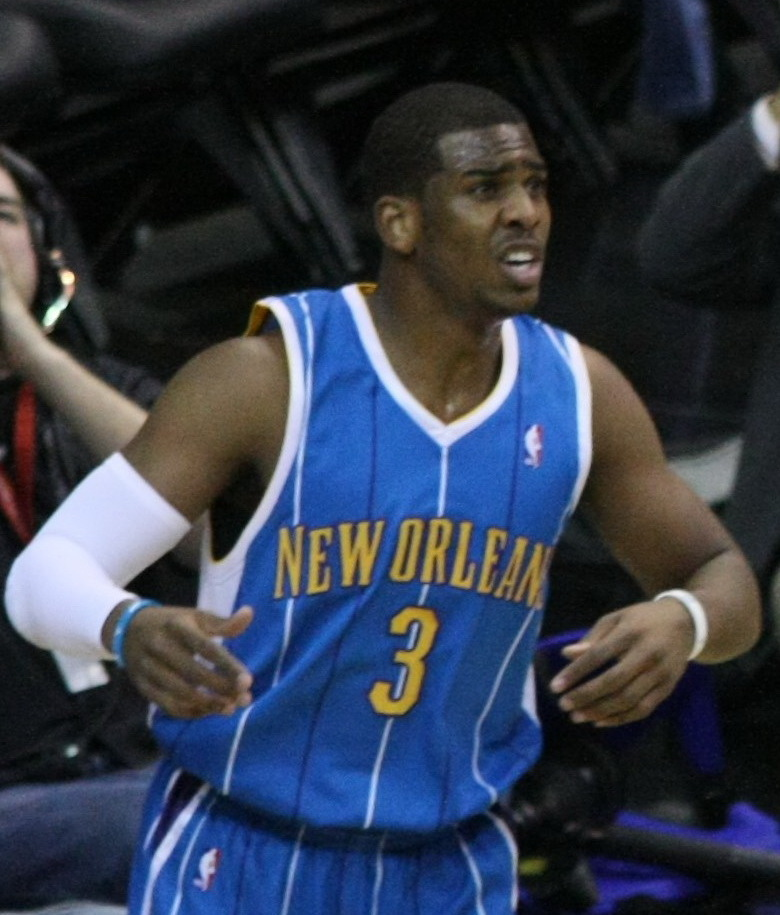
Chris Paul, sélectionné en 2005.

| Année | Tour | Choix | Nom du joueur    | Provenance                     |
| ----- | ---- | ----- | ---------------- | ------------------------------ |
| 2024  | 1    | 21    | Yves Missi       | Baylor                         |
| 2023  | 1    | 14    | Jordan Hawkins   | Connecticut                    |
| 2022  | 1    | 8     | Dyson Daniels    | NBA G League Ignite (G League) |
| 2022  | 2    | 41    | E. J. Liddell    | Ohio State                     |
| 2022  | 2    | 52    | Karlo Matković   | Mega Mozzart (Serbie)          |
| 2021  | 1    | 10    | Ziaire Williams  | Stanford                       |
| 2021  | 2    | 35    | Herbert Jones    | Alabama                        |
| 2021  | 2    | 40    | Jared Butler     | Baylor                         |
| 2021  | 2    | 43    | Greg Brown       | Texas                          |
| 2020  | 1    | 13    | Kira Lewis Jr.   | Alabama                        |
| 2020  | 2    | 39    | Elijah Hughes    | Syracuse                       |
| 2020  | 2    | 42    | Nick Richards    | Kentucky                       |
| 2020  | 2    | 60    | Sam Merrill      | Utah State                     |
| 2019  | 1    | 1     | Zion Williamson  | Duke                           |
| 2018  | 2    | 51    | Tony Carr        | Penn State                     |
| 2017  | 2    | 40    | Dwayne Bacon     | Florida State                  |
| 2017  | 2    | 52    | Edmond Sumner    | Xavier                         |
| 2016  | 1    | 6     | Buddy Hield      | Oklahoma                       |
| 2016  | 2    | 39    | David Michineau  | Élan Chalon (France)           |
| 2016  | 2    | 40    | Diamond Stone    | Maryland                       |
| 2015  | 2    | 56    | Branden Dawson   | Michigan State                 |
| 2013  | 1    | 6     | Nerlens Noel     | Kentucky                       |
| 2012  | 1    | 1     | Anthony Davis    | Kentucky                       |
| 2012  | 1    | 10    | Austin Rivers    | Duke                           |
| 2012  | 2    | 46    | Darius Miller    | Kentucky                       |
| 2011  | 2    | 45    | Josh Harrellson  | Kentucky                       |
| 2010  | 1    | 11    | Cole Aldrich     | Kansas                         |
| 2009  | 1    | 21    | Darren Collison  | UCLA                           |
| 2008  | 1    | 27    | Darrell Arthur   | Kansas                         |
| 2007  | 1    | 13    | Julian Wright    | Kansas                         |
| 2007  | 2    | 43    | Adam Haluska     | Iowa                           |
| 2006  | 1    | 12    | Hilton Armstrong | Connecticut                    |
| 2006  | 1    | 15    | Cedric Simmons   | North Carolina State           |
| 2006  | 2    | 43    | Marcus Vinicius  | Objetivo São Carlos (Brésil)   |
| 2005  | 1    | 4     | Chris Paul       | Wake Forest                    |
| 2005  | 2    | 33    | Brandon Bass     | LSU                            |
| 2004  | 1    | 18    | J. R. Smith      | St. Benedict's (H.S.)          |
| 2004  | 2    | 44    | Tim Pickett      | Florida State                  |
| 2003  | 1    | 18    | David West       | Xavier                         |
| 2003  | 2    | 48    | James Lang       | Central Park Christian (H.S.)  |